# 卧茎夜来香
卧茎夜来香（学名：Telosma procumbens）为夹竹桃科夜来香属的植物。分布于菲律宾以及中国大陆的海南等地，常生长在山地溪旁灌木丛中，目前尚未由人工引种栽培。
种名procumbens意为平卧的。